# فرخنده نخلی

فرخنده نخلی (نام علمی: Thraupis palmarum) یک پرنده گنجشک‌سان با جثهٔ متوسط است. این فرخنده یک زادآور مقیم از نیکاراگوئه جنوب تا بولیوی، پاراگوئه و جنوب برزیل است. همچنین در ترینیداد و از سال ۱۹۶۲ در توباگو زادآوری می‌کند. در ترینیداد و توباگو با نام‌های محاوره‌ای مانند " palmiste " در کشورهای اسپانیایی آمریکایی، برزیل Pipira-verde و به انگلیسی آمریکایی " جین سبز " شناخته می‌شود.